# Maria Dorotea de Württemberg

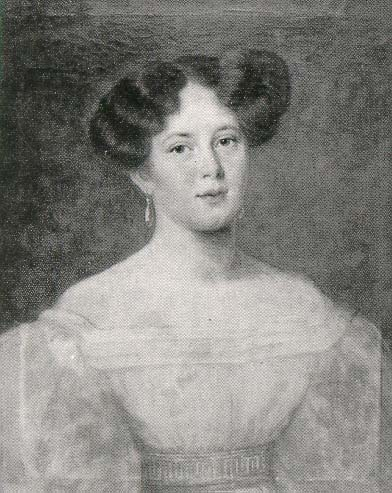
La duquessa Maria Dorotea de Württemberg, arxiduquessa d'Àustria

Maria Dorotea de Württemberg, arxiduquessa d'Àustria i palatina d'Hongria (Karlsruhe 1797 - Ofen (Hongria) 1855) va ser una duquessa de Württemberg amb el tractament d'altesa reial que contragué matrimoni en el si de la casa d'Àustria.
Nada el dia 1 de novembre de 1797 a la ciutat de Karlsruhe, era filla del príncep Lluís de Württemberg i de la princesa Enriqueta de Nassau-Weilburg. Maria Dorotea era neta per via paterna del duc Frederic II Eugeni de Württemberg i de la marcgravina Frederica de Brandenburg-Schwedt; i per via materna era neta del príncep Carles Cristià de Nassau-Weilburg i de la princesa Carolina d'Orange-Nassau.
Entre d'altres, Maria Dorotea era neboda del príncep sobirà Frederic Guillem de Nassau-Weilburg, de la tsarina Sofia de Rússia i del rei Frederic I de Württemberg.
El dia 24 d'agost de 1819 contragué matrimoni amb l'arxiduc Josep Antoni d'Àustria, palatí d'Hongria, i fill de l'emperador Leopold II, emperador romanogermànic i de la infanta Maria Lluïsa d'Espanya.
Josep Antoni havia estat casat anteriorment amb la gran duquessa Alexandra de Rússia i amb la princesa Enriqueta d'Anhalt-Bernburg-Schaumburg-Hoym de qui no havia tingut descendència. Maria Dorotea i Josep Antoni tingueren cinc fills:
- SAIR l'arxiduquessa Francesca d'Àustria, nada a Budapest el 1820 i morta el mateix 1820 a Budapest.

- SAIR l'arxiduc Alexandre d'Àustria, nat a Budapest el 1825 i mort a Budapest el 1837.

- SAIR l'arxiduquessa Elisabet d'Àustria, nada a Budapest el 1831 i mort a Viena el 1903. Contragué matrimoni el 1847 a Viena amb l'arxiduc Ferran Carles d'Àustria-Este de qui enviudà el 1849; el 1854 es casà en segones núpcies amb l'arxiduc Carles Ferran d'Àustria.

- SAIR l'arxiduc Josep d'Àustria, nat a Bratislava el 1833 i mort a Fiume el 1905. Es casà el 1864 a Coburg amb la princesa Clotilde de Saxònia-Coburg Gotha.

- SAIR l'arxiduquessa Maria Enriqueta d'Àustria, nada a Budapest el 1836 i morta a Spa el 1902. Es casà a Brussel·les el 1853 amb el rei Leopold II de Bèlgica.

Maria Dorotea morí el dia 30 de març de 1855 a Budapest a l'edat de 57 anys.